# AS Monaco FC
AS Monaco FC je ve Francii registrovaný fotbalový klub z Monackého knížectví. Tým hraje své domácí zápasy na stadionu Stade Louis II. Klub je osminásobný mistr Francie, finalista Ligy mistrů z roku 2004 a finalista Poháru vítězů pohárů z roku 1992. Spoustu úspěchů zaznamenal i ve francouzských pohárech – pětkrát získal Coupe de France, jednou Coupe de la Ligue a čtyřikrát Trophée des champions. Nejlepším střelcem historie klubu je Argentinec Delio Onnis, který v jeho dresu vsítil 223 branek. Klub vlastní od roku 2011 ruský miliardář Dmitrij Rybolovlev, usazený v Monaku.

## Historie
Klub AS Monaco FC byl založen 23. srpna 1924. Klub vznikl spojením všech jednotlivých klubů v Monackém knížectví. Ze začátku hrál klub amatérskou regionální ligu v Provence-Alpes-Côte d'Azur. V roce 1933 Francouzská fotbalová federace uznala AS Monaco profesionálním klubem. První rok jako profesionální klub hráli druhou ligu, ale po neúspěchu se na další rok vrátili do amatérské soutěže. V roce 1948 se AS Monaco vrátilo do druhé ligy, kde skončili v horní polovině tabulky a v roce 1953 se poprvé v historii klubu probojovali do nejvyšší francouzské ligy.
V roce 1960 pod vedením trenéra Luciena Leduca vyhráli AS svou první trofej, Coupe de France, když ve finále dokázali porazit AS Saint-Étienne 4 – 2 po prodloužení. V následujícím roce se také poprvé dočkali triumfu v domácí lize a kvalifikovali se do Ligy mistrů. Lucien Leduc v roce 1963 získal s klubem double, a to když dokázal zvítězit nejen v Ligue 1, ale také v Coupe de France. Po odchodu Leduca z klubu v roce 1963 zažil klub dekádu sestupů do Ligue 2 a opětovných návratů do nejvyšší ligy. V roce 1975 se stal předsedou klubu Jean-Louis Campora. V jeho druhé sezoně přivedl zpět úspěšného trenéra Leduca a hned v této sezoně AS postoupili do první ligy a v roce 1978 ji vyhráli. V roce 1979 Leduc klub znovu opustil, následovali ho Lucien Muller a Gérard Banide, kteří nedokázali probíhající rozpad klubu zastavit.
V roce 1982 dokázali znovu získat ligový titul, v roce 1980 a 1985 vyhráli Coupe de France. V sezoně 1985 – 1986 porazili FC Girondins de Bordeaux 9 – 0, což je nejvyšší výhra v historii klubu. Klub však nedokázal uspět v evropských pohárech, většinou dokonce vypadli hned v prvním kole. V roce 1981 prohráli se skotským klubem Dundee United FC, v letech 1982 a 1984 nepřešli přes bulharský PFK CSKA Sofia, ani rumunský FC Universitatea Craiova.
V roce 1986 trenér Ajaxu Amsterdam Rinus Michels uvolnil Ștefana Kovácse jako trenéra do AS Monaco, ale ani tento trenér nedokázal klubu zvýšit úspěšnost v evropských soutěžích. V roce 1987 přišel do klubu z AS Nancy ještě neznámý trenér Arsène Wenger. Wengerova éra byla jednou z nejúspěšnějších období klubu. Wenger dokázal vyhrát hned v první sezoně s AS domácí ligu a v letech 1989 a 1991 také Coupe de France. V evropských pohárech dosahoval s klubem dobrých výsledků (finále PVP 1992, semifinále Ligy mistrů 1994) a v domácí lize hrál vždy o titul. V roce 1995 byl Wenger po špatných výsledcích propuštěn.
Po odchodu Wengera klub vyhrál ligu v letech 1997 a 2000. Znovu hrál semifinále Ligy mistrů (1998) s mladým útočným duem Thierry Henry-David Trézéguet.
Klub měl velké finanční problémy. V roce 2003 skončil v lize druhý, přesto měl být kvůli dluhům přeřazen do 2. ligy. Nakonec byl trest zmírněn: klub zůstal v 1. lize, ale nesměl nakupovat hráče. Pod vedením bývalého reprezentačního kapitána Didiera Deschampse se dostal do finále Ligy mistrů (2004). Za AS nastoupily hvězdy jako Fernando Morientes, Ludovic Giuly, Jérôme Rothen a Dado Pršo. Po tomto úspěchu nahradil dočasného trenéra Svaru Michel Pastor. Plánem Pastora bylo udržení důležitých hráčů, což se mu nepodařilo a jejich náhradníci již nedosahovali takových výsledků.
Od roku 2003 byl Jérôme de Bontin hlavním akcionářem klubu a slíbil velké změny. Na konci sezony de Bontin rezignoval a nahradil ho Franzi.
V roce 2013 se klub AS Monaco po dvou sezonách strávených v druhé nejvyšší francouzské fotbalové soutěži Ligue 2 vrátil do první ligy (Ligue 1). Nový majitel Dmitrij Ryboloblev investoval 140 miliónů anglických liber do přestupů hráčů. Do AS Monaco přišli Radamel Falcao, James Rodríguez, João Moutinho, Éric Abidal a Ricardo Carvalho.
V sezóně 2016/2017 se klub AS Monaco probojoval až do semifinále Ligy mistrů, kde prohrál s týmem Juventus Turín.

## Získané trofeje

### Vyhrané domácí soutěže
- 1. francouzská liga ( 8× )

(1960/61, 1962/63, 1977/78, 1981/82, 1987/88, 1996/97, 1999/00, 2016/17)
- Francouzský fotbalový pohár ( 5× )

(1960, 1963, 1980, 1985, 1991)
- Ligový pohár ( 1× )

(2003)
- Francouzský superpohár ( 4× )

(1961, 1985, 1997, 2000)

### Vyhrané mezinárodní soutěže
- Finalista Ligy mistrů (2003/04)
- Finalista Poháru vítězů pohárů (1991/92)
- 3× semifinalista Ligy mistrů (1993/94, 1997/98, 2016/17)

## Historie trenérů
- 1948–1950 -  Jean Batmale
- 1950–1952 -  Elek Schwartz
- 1952–1953 -  Angelo Grizzetti
- 1953–1956 -  Ludvík Dupal
- 1956–1957 -  Anton Marek
- 1957–1958 -  Louis Pirroni
- 1958–1963 -  Lucien Leduc
- 1963–1965 -  Roger Courtois
- 1965–1966 -  Louis Pirroni
- 1966–1969 -  Pierre Sinibaldi
- 1969–1970 -  Robert Domergue
- 1970–1972 -  Jean Luciano
- 1972–1974 -  Ruben Bravo
- 1974–1975 -  Alberto Muro
- 1976–1976 -  Armand Forcherio
- 1977–1979 -  Lucien Leduc
- 1979–1983 -  Gérard Banide
- 1983–1986 -  Lucien Muller
- 1986–1987 -  Ștefan Kovács
- 1987–1994 -  Arsène Wenger
- 1994–1994 -  Jean Petit
- 1994–1995 -  Jean-Luc Ettori
- 1995–1995 -  Gérard Banide
- 1995–1999 -  Jean Tigana
- 1999–2001 -  Claude Puel
- 2001–2005 -  Didier Deschamps
- 2005–2005 -  Jean Petit
- 2005–2006 -  Francesco Guidolin
- 2006–2006 -  László Bölöni
- 2006–2007 -  Laurent Banide
- 2007–2009 -  Ricardo Gomes
- 2009–2011 -  Guy Lacombe
- 2011–2011 -  Laurent Banide
- 2011–2012 -  Marco Simone
- 2012–2014 -  Claudio Ranieri
- 2014–2018 -  Leonardo Jardim
- 2018–2019 -  Thierry Henry
- 2019–2019 -  Franck Passi
- 2019–2019 -  Leonardo Jardim
- 2019–2020 -  Robert Moreno
- 2020–2021 -  Niko Kovač

## Slavní hráči
Zde je seznam všech hráčů od roku 1924, kteří za AS Monaco FC odehráli v Ligue 1 a ostatních klubových soutěžích alespoň 100 utkání.
- Armand Forcherio
- Manuel Amoros
- Marcel Artelesa
- Fabien Barthez
- Bruno Bellone
- Henri Biancheri
- Dominique Bijotat
- Georges Casolari
- Rolland Courbis
- Lucien Cossou
- Christian Dalger
- Marcel Dib
- Youri Djorkaeff
- Yvon Douis
- Franck Dumas
- Jean-Luc Ettori
- Patrice Evra
- Ludovic Giuly
- Jérôme Rothen
- Thierry Henry
- Michel Hidalgo
- Sylvain Legwinski
- François Ludo
- Gaël Givet
- Raymond Kaelbel
- Camel Meriem
- Stéphane Ruffier
- Emmanuel Petit
- Jean Petit
- Claude Puel
- Luc Sonor
- Sébastien Squillaci
- Lilian Thuram
- David Trézéguet
- Leandro Cufré
- Lucas Bernardi
- Marcelo Gallardo
- Delio Onnis
- Enzo Scifo
- Philippe Léonard
- Sonny Anderson
- Youssouf Fofana
- Dado Pršo
- Jerko Leko
- Jaroslav Plašil
- Shabani Nonda
- Glenn Hoddle
- Akis Zikos
- Flavio Roma
- George Weah
- Pak Ču-jong
- Rafael Márquez
- Bart Carlier
- Victor Ikpeba
- Diego Pérez
- Radamel Falcao

## Klubové rekordy

### Odehrané zápasy
| Jméno            | Zápasy     |
| ---------------- | ---------- |
| Jean-Luc Ettori  | 755 zápasů |
| Claude Puel      | 602        |
| Jean Petit       | 428        |
| Manuel Amoros    | 349        |
| Christian Dalger | 334        |
| Marcel Dib       | 326        |
| François Ludo    | 319        |
| Luc Sonor        | 315        |
| Michel Hidalgo   | 304        |
| Armand Forcherio | 303        |

### Vstřelené góly
| Jméno            | Góly     |
| ---------------- | -------- |
| Delio Onnis      | 223 gólů |
| Lucien Cossou    | 115      |
| Christian Dalger | 89       |
| Victor Ikpeba    | 77       |
| Jean Petit       | 76       |
| Yvon Douis       | 74       |
| Youri Djorkaeff  | 68       |
| Shabani Nonda    | 67       |
| Sonny Anderson   | 67       |
| George Weah      | 66       |